# Ministri dell'industria della Repubblica Italiana
I ministri dell'industria della Repubblica Italiana si sono avvicendati dal 1946 in poi.

## Lista
| Ministro                                      | Ministro         | Ministro                                           | Partito                                                    | Governo                                 | Mandato          | Mandato          | Leg.          |
| Ministro                                      | Ministro         | Ministro                                           | Partito                                                    | Governo                                 | Inizio           | Fine             | Leg.          |
| --------------------------------------------- | ---------------- | -------------------------------------------------- | ---------------------------------------------------------- | --------------------------------------- | ---------------- | ---------------- | ------------- |
| Industria e commercio                         |                  |                                                    |                                                            |                                         |                  |                  |               |
|                                               |                  | Rodolfo Morandi (1903-1955)                        | Partito Socialista Italiano                                | De Gasperi II                           | 14 luglio 1946   | 2 febbraio 1947  | AC            |
| De Gasperi III                                | 2 febbraio 1947  | Rodolfo Morandi (1903-1955)                        | Partito Socialista Italiano                                | 1º giugno 1947                          |                  |                  | AC            |
|                                               |                  | Giuseppe Togni (1903-1981)                         | Democrazia Cristiana                                       | De Gasperi IV                           | 1º giugno 1947   | 15 dicembre 1947 | AC            |
|                                               |                  | Roberto Tremelloni (1900-1987)                     | Partito Socialista Democratico Italiano                    | De Gasperi IV                           | 15 dicembre 1947 | 24 maggio 1948   | AC            |
|                                               |                  | Ivan Matteo Lombardo (1902-1980)                   | Partito Socialista Democratico Italiano                    | De Gasperi V                            | 24 maggio 1948   | 7 novembre 1949  | I             |
|                                               |                  | Giovanni Battista Bertone (ad interim) (1874-1969) | Democrazia Cristiana                                       | De Gasperi V                            | 7 novembre 1949  | 28 gennaio 1950  | I             |
|                                               |                  | Giuseppe Togni (1903-1981)                         | Democrazia Cristiana                                       | De Gasperi VI                           | 28 gennaio 1950  | 26 luglio 1951   | I             |
|                                               |                  | Pietro Campilli (1891-1974)                        | Democrazia Cristiana                                       | De Gasperi VII                          | 26 luglio 1951   | 16 luglio 1953   | I             |
|                                               |                  | Silvio Gava (1901-1999)                            | Democrazia Cristiana                                       | De Gasperi VIII                         | 16 luglio 1953   | 17 agosto 1953   | II            |
|                                               |                  | Piero Malvestiti (1899-1964)                       | Democrazia Cristiana                                       | Pella                                   | 17 agosto 1953   | 19 gennaio 1954  | II            |
|                                               |                  | Salvatore Aldisio (1890-1964)                      | Democrazia Cristiana                                       | Fanfani I                               | 19 gennaio 1954  | 10 febbraio 1954 | II            |
|                                               |                  | Bruno Villabruna (1884-1971)                       | Partito Liberale Italiano                                  | Scelba                                  | 10 febbraio 1954 | 6 luglio 1955    | II            |
|                                               |                  | Guido Cortese (1908-1964)                          | Partito Liberale Italiano                                  | Segni I                                 | 6 luglio 1955    | 20 maggio 1957   | II            |
|                                               |                  | Silvio Gava (1901-1999)                            | Democrazia Cristiana                                       | Zoli                                    | 20 maggio 1957   | 2 luglio 1958    | II            |
|                                               |                  | Giorgio Bo (1905-1980)                             | Democrazia Cristiana                                       | Fanfani II                              | 2 luglio 1958    | 16 febbraio 1959 | III           |
|                                               |                  | Emilio Colombo (1920-2013)                         | Democrazia Cristiana                                       | Segni II                                | 16 febbraio 1959 | 26 marzo 1960    | III           |
| Tambroni                                      | 26 marzo 1960    | Emilio Colombo (1920-2013)                         | Democrazia Cristiana                                       | 27 luglio 1960                          |                  |                  | III           |
| Fanfani III                                   | 27 luglio 1960   | Emilio Colombo (1920-2013)                         | Democrazia Cristiana                                       | 22 febbraio 1962                        |                  |                  | III           |
| Fanfani IV                                    | 22 febbraio 1962 | Emilio Colombo (1920-2013)                         | Democrazia Cristiana                                       | 22 giugno 1963                          |                  |                  | III           |
|                                               |                  | Giuseppe Togni (1903-1981)                         | Democrazia Cristiana                                       | Leone I                                 | 22 giugno 1963   | 5 dicembre 1963  | IV            |
|                                               |                  | Giuseppe Medici (1907-2000)                        | Democrazia Cristiana                                       | Moro I                                  | 5 dicembre 1963  | 23 luglio 1964   | IV            |
| Moro II                                       | 23 luglio 1964   | Giuseppe Medici (1907-2000)                        | Democrazia Cristiana                                       | 5 marzo 1965                            |                  |                  | IV            |
| Moro II                                       |                  |                                                    | Edgardo Lami Starnuti (1887-1967)                          | Partito Socialista Democratico Italiano | 5 marzo 1965     | 24 febbraio 1966 | IV            |
| Industria, commercio e artigianato            |                  |                                                    |                                                            |                                         |                  |                  |               |
|                                               |                  | Giulio Andreotti (1919-2013)                       | Democrazia Cristiana                                       | Moro III                                | 24 febbraio 1966 | 25 giugno 1968   | IV            |
| Leone II                                      | 25 giugno 1968   | Giulio Andreotti (1919-2013)                       | Democrazia Cristiana                                       | 13 dicembre 1968                        | V                |                  |               |
|                                               |                  | Mario Tanassi (1916-2007)                          | Partito Socialista Democratico Italiano                    | Rumor I                                 | V                | 13 dicembre 1968 | 6 agosto 1969 |
|                                               |                  | Domenico Magrì (1903-1983)                         | Democrazia Cristiana                                       | Rumor II                                | V                | 6 agosto 1969    | 28 marzo 1970 |
|                                               |                  | Silvio Gava (1901-1999)                            | Democrazia Cristiana                                       | Rumor III                               | V                | 28 marzo 1970    | 6 agosto 1970 |
| Colombo                                       | 6 agosto 1970    | Silvio Gava (1901-1999)                            | Democrazia Cristiana                                       | 18 febbraio 1972                        | V                |                  |               |
| Andreotti I                                   | 18 febbraio 1972 | Silvio Gava (1901-1999)                            | Democrazia Cristiana                                       | 26 giugno 1972                          | V                |                  |               |
|                                               |                  | Mauro Ferri (1920-2015)                            | Partito Socialista Democratico Italiano                    | Andreotti II                            | 26 giugno 1972   | 8 luglio 1973    | VI            |
|                                               |                  | Ciriaco De Mita (1928-2022)                        | Democrazia Cristiana                                       | Rumor IV                                | 8 luglio 1973    | 15 marzo 1974    | VI            |
| Rumor V                                       | 15 marzo 1974    | Ciriaco De Mita (1928-2022)                        | Democrazia Cristiana                                       | 23 novembre 1974                        |                  |                  | VI            |
|                                               |                  | Carlo Donat-Cattin (1919-1991)                     | Democrazia Cristiana                                       | Moro IV                                 | 23 novembre 1974 | 12 febbraio 1976 | VI            |
| Moro V                                        | 12 febbraio 1976 | Carlo Donat-Cattin (1919-1991)                     | Democrazia Cristiana                                       | 30 luglio 1976                          |                  |                  | VI            |
| Andreotti III                                 | 30 luglio 1976   | Carlo Donat-Cattin (1919-1991)                     | Democrazia Cristiana                                       | 13 marzo 1978                           | VII              |                  |               |
| Andreotti IV                                  | 13 marzo 1978    | Carlo Donat-Cattin (1919-1991)                     | Democrazia Cristiana                                       | 25 novembre 1978                        | VII              |                  |               |
| Andreotti IV                                  |                  |                                                    | Romano Prodi (1939)                                        | Indipendente                            | VII              | 25 novembre 1978 | 21 marzo 1979 |
|                                               |                  | Franco Nicolazzi (1924-2015)                       | Partito Socialista Democratico Italiano                    | Andreotti V                             | VII              | 21 marzo 1979    | 5 agosto 1979 |
|                                               |                  | Antonio Bisaglia (1929-1984)                       | Democrazia Cristiana                                       | Cossiga I                               | 5 agosto 1979    | 4 aprile 1980    | VIII          |
| Cossiga II                                    | 4 aprile 1980    | Antonio Bisaglia (1929-1984)                       | Democrazia Cristiana                                       | 18 ottobre 1980                         |                  |                  | VIII          |
| Forlani                                       | 18 ottobre 1980  | Antonio Bisaglia (1929-1984)                       | Democrazia Cristiana                                       | 20 dicembre 1980                        |                  |                  | VIII          |
| Forlani                                       |                  |                                                    | Filippo Maria Pandolfi (1927-2025)                         | Democrazia Cristiana                    | 20 dicembre 1980 | 28 giugno 1981   | VIII          |
|                                               |                  | Giovanni Marcora (1922-1983)                       | Democrazia Cristiana                                       | Spadolini I                             | 28 giugno 1981   | 23 agosto 1982   | VIII          |
| Spadolini II                                  | 23 agosto 1982   | Giovanni Marcora (1922-1983)                       | Democrazia Cristiana                                       | 1º dicembre 1982                        |                  |                  | VIII          |
|                                               |                  | Filippo Maria Pandolfi (1927-2025)                 | Democrazia Cristiana                                       | Fanfani V                               | 1º dicembre 1982 | 4 agosto 1983    | VIII          |
|                                               |                  | Renato Altissimo (1940-2015)                       | Partito Liberale Italiano                                  | Craxi I                                 | 4 agosto 1983    | 1º agosto 1986   | IX            |
|                                               |                  | Valerio Zanone (1936-2016)                         | Partito Liberale Italiano                                  | Craxi II                                | 1º agosto 1986   | 18 aprile 1987   | IX            |
|                                               |                  | Franco Piga (1927-1990)                            | Democrazia Cristiana                                       | Fanfani VI                              | 18 aprile 1987   | 29 luglio 1987   | IX            |
|                                               |                  | Adolfo Battaglia (1930)                            | Partito Repubblicano Italiano                              | Goria                                   | 29 luglio 1987   | 13 aprile 1988   | X             |
| De Mita                                       | 13 aprile 1988   | Adolfo Battaglia (1930)                            | Partito Repubblicano Italiano                              | 23 luglio 1989                          |                  |                  | X             |
| Andreotti VI                                  | 23 luglio 1989   | Adolfo Battaglia (1930)                            | Partito Repubblicano Italiano                              | 13 aprile 1991                          |                  |                  | X             |
|                                               |                  | Guido Bodrato (1933-2023)                          | Democrazia Cristiana                                       | Andreotti VII                           | 13 aprile 1991   | 28 giugno 1992   | X             |
|                                               |                  | Giuseppe Guarino (1922-2020)                       | Democrazia Cristiana                                       | Amato I                                 | 28 giugno 1992   | 29 aprile 1993   | XI            |
|                                               |                  | Paolo Savona (1936)                                | Indipendente                                               | Ciampi                                  | 29 aprile 1993   | 19 aprile 1994   | XI            |
|                                               |                  | Paolo Baratta (ad interim) (1939)                  | Indipendente                                               | Ciampi                                  | 19 aprile 1994   | 11 maggio 1994   | XI            |
|                                               |                  | Vito Gnutti (1939-2008)                            | Lega Nord                                                  | Berlusconi I                            | 11 maggio 1994   | 17 gennaio 1995  | XII           |
|                                               |                  | Alberto Clò (1947)                                 | Indipendente                                               | Dini                                    | 17 gennaio 1995  | 18 maggio 1996   | XII           |
|                                               |                  | Pier Luigi Bersani (1951)                          | Partito Democratico della Sinistra Democratici di Sinistra | Prodi I                                 | 18 maggio 1996   | 21 ottobre 1998  | XIII          |
| D'Alema I                                     | 21 ottobre 1998  | Pier Luigi Bersani (1951)                          | Partito Democratico della Sinistra Democratici di Sinistra | 22 dicembre 1999                        |                  |                  | XIII          |
|                                               |                  | Enrico Letta (1966)                                | Partito Popolare Italiano                                  | D'Alema II                              | 22 dicembre 1999 | 26 aprile 2000   | XIII          |
| Amato II                                      | 26 aprile 2000   | Enrico Letta (1966)                                | Partito Popolare Italiano                                  | 11 giugno 2001                          |                  |                  | XIII          |
| Attività produttive                           |                  |                                                    |                                                            |                                         |                  |                  |               |
|                                               |                  | Antonio Marzano (1935)                             | Forza Italia                                               | Berlusconi II                           | 11 giugno 2001   | 23 aprile 2005   | XIV           |
|                                               |                  | Claudio Scajola (1948)                             | Forza Italia                                               | Berlusconi III                          | 23 aprile 2005   | 17 maggio 2006   | XIV           |
| Sviluppo economico                            |                  |                                                    |                                                            |                                         |                  |                  |               |
|                                               |                  | Pier Luigi Bersani (1951)                          | Democratici di Sinistra Partito Democratico                | Prodi II                                | 17 maggio 2006   | 8 maggio 2008    | XV            |
|                                               |                  | Claudio Scajola (1948)                             | Il Popolo della Libertà                                    | Berlusconi IV                           | 8 maggio 2008    | 5 maggio 2010    | XVI           |
|                                               |                  | Paolo Romani (1947)                                | Il Popolo della Libertà                                    | Berlusconi IV                           | 4 ottobre 2010   | 16 novembre 2011 | XVI           |
|                                               |                  | Corrado Passera (1954)                             | Indipendente                                               | Monti                                   | 16 novembre 2011 | 28 aprile 2013   | XVI           |
|                                               |                  | Flavio Zanonato (1950)                             | Partito Democratico                                        | Letta                                   | 28 aprile 2013   | 22 febbraio 2014 | XVII          |
|                                               |                  | Federica Guidi (1969)                              | Indipendente                                               | Renzi                                   | 22 febbraio 2014 | 5 aprile 2016    | XVII          |
|                                               |                  | Carlo Calenda (1973)                               | Partito Democratico                                        | Renzi                                   | 10 maggio 2016   | 12 dicembre 2016 | XVII          |
| Gentiloni                                     | 12 dicembre 2016 | Carlo Calenda (1973)                               | Partito Democratico                                        | 1º giugno 2018                          |                  |                  | XVII          |
|                                               |                  | Luigi Di Maio (1986)                               | Movimento 5 Stelle                                         | Conte I                                 | 1º giugno 2018   | 5 settembre 2019 | XVIII         |
|                                               |                  | Stefano Patuanelli (1974)                          | Movimento 5 Stelle                                         | Conte II                                | 5 settembre 2019 | 13 febbraio 2021 | XVIII         |
|                                               |                  | Giancarlo Giorgetti (1966)                         | Lega                                                       | Draghi                                  | 13 febbraio 2021 | 22 ottobre 2022  | XVIII         |
| Imprese e made in Italy (dal 4 novembre 2022) |                  |                                                    |                                                            |                                         |                  |                  |               |
|                                               |                  | Adolfo Urso (1957)                                 | Fratelli d'Italia                                          | Meloni                                  | 22 ottobre 2022  | in carica        | XIX           |